# Koškovec
Koškovec falu Horvátországban, Varasd megyében. Közigazgatásilag  Maruševechez tartozik.

## Fekvése
Varasdtól 15 km-re, községközpontjától Maruševectől 5 km-re délnyugatra a Zagorje hegyeinek keleti lábánál enyhén dombos vidéken fekszik.

## Története
A falunak 1857-ben 96, 1910-ben 201 lakosa volt. 1920-ig Varasd vármegye Ivaneci járásához tartozott. 2001-ben 71 háza és 235 lakosa volt.

## Nevezetességei
- Szent Rókus régészeti lelőhely
- Népi építészet

## Külső hivatkozások
- A község hivatalos oldala
- A község információs portálja